# AnnaCarinaPop
AnnaCarinaPop es el tercer álbum de estudio de la cantante peruana de género pop Anna Carina. Se lanzó a la venta el 15 de junio de 2010 y tiene una lista de 10 temas escritos por ella misma como sus discos anteriores.
 El disco actualmente cuenta con dos sencillos: Cielo sin luz y Ya fue demasiado. El álbum se posicionó entre los 5 más vendidos de las discotiendas de Lima, Perú la misma semana de lanzamiento y fue lanzado también en Miami.

## Temas
Los primeros temas oficiales del disco son:
1. Cielo sin luz
2. Desde que tu llegaste
3. Me cansé-(ft. Pedro Suárez-Vértiz)
4. Ya fue demasiado
5. Dime si esto es amor
6. Hasta el final
7. Despertar
8. No soy tu víctima más
9. Intuición
10. Quédate conmigo